# Flancul Estic al NATO
Flancul Estic al NATO reprezintă un grup de țări aflate la limita estică a teritoriului Organizației Tratatului Atlanticului de Nord. Aceste state sunt: Estonia, Letonia, Lituania, Polonia, Slovacia, Ungaria, România și Bulgaria.
În mod particular, țările Flancului Estic al NATO împărtășesc experiența istorică unificatoare din secolul XX a totalitarismului, a absenței libertăților și a abilității de decide asupra lor înșile. Aceasta face ca și Cehia să se includă din punct de vedere identitar, acestui grup, deși nu o face din punct de vedere geografic.
Aceste țări sunt state aflate pe linia I a NATO în raport cu Rusia. Dintre statele respective, statele baltice se află la linia de contact cu aceasta.

## Contextul politic
Vezi și Relațiile dintre Federația Rusă și NATO⁠(en)[traduceți]
Anexarea Crimeii de către Federația Rusă în anul 2014,  împreună cu invazia Rusiei în Ucraina în 2022 au schimbat definitiv mediul de securitate din Europa și au făcut din Rusia, o țară cu un tipar de acțiuni agresive împotriva vecinilor săi și a comunității transatlantice. Pentru țările flancului, Rusia reprezintă o amenințare permanentă.
Există un consens politic în interiorul Alianței în ce privește apărarea Flancului Estic (consens evidențiat încă din anul 2014 la Summitul NATO din Țara Galilor din 2014⁠(en)[traduceți]), fără a exista însă o unitate de vederi, raportată la modul în care acesta trebuie consolidat. Mai mult, în optica statelor sudice ale alianței (Italia, Spania, Portugalia și Grecia), NATO face prea puțin în ce privește securitatea acestora față de ceea ce face în est, deoarece terorismul, migrația și instabilitatea reprezintă elemente de vulnerabilitate ale  Flancului Sudic.
Încă de la Summitul NATO de la Varșovia din 2016⁠(en)[traduceți], organizația a hotărât dislocarea unor forțe multinaționale conduse de națiuni-cadru, cu caracter rotațional, în cadrul unei Prezențe Avansate Consolidate⁠(en)[traduceți] la nivelul Flancului Estic nevoia unei asigurări permanente, pentru statele acestuia persistând însă, ulterior.
Rolul forțelor Prezenței Avansate Consolidate A NATO, bine înarmate și plasate strategic dar cu un efectiv prea mic pentru a iniția o operațiune ofensivă este în mod esențial simbolic, pentru a evidenția solidaritatea și angajamentul aliaților față de față de flancul lor estic. Efectul lor urmărit este de a evidenția că în cazul unei escaladări militare ruse, trupele inamice s-ar confrunta cu forțe dacă nu din toate țările aliate, atunci din majoritatea, ceea ce ar face foarte probabil Alianța să răspundă imediat și în ansamblul ei, inclusiv puterile nucleare. La nivelul anului 2017 nu exista însă încă un consens privind dislocarea permanentă a unor trupe NATO, măsură solicitată de țările flancului, dar neagreată la acel moment (în spiritul Actul Fondator NATO-Rusia), de țări precum Franța și Germania.
Rusia a considerat Prezența Avansată Consolidată un element de escaladare militară provocatoare, ofensivă și amenințătoare pentru securitatea sa, care, a încălcat termenii acordului NATO-Rusia de a nu fi dislocate în țările fostului Pact de la Varșovia trupe permanente substanțiale. Ca atare, a răspuns printr-o militarizare a enclavei Kaliningrad și prin exerciții militare suplimentare. La rândul său, NATO consideră astăzi Rusia cea mai  semnificativă și mai directă amenințare pentru pacea, stabilitatea și securitatea din regiunea euro-atlantică.

## Situația pe teren

### Forțe NATO
Au fost desfășurate 8 grupuri de luptă⁠(en)[traduceți] de nivel batalion, fiecare într-unul din statele flancului, în Țările Baltice și Polonia încă din 2017, iar în restul în 2022, după invazia Rusiei în Ucraina. Aceste grupuri de luptă nu sunt identice, efectivul și compunerea lor depinzând de factori geografici și amenințări specifice (între 2017 și 2022, în arealul sud-estic al flancului NATO s-a desfășurat sub forma unei Prezențe Înaintate Adaptate, menită să crească nivelul de conștientizare a situației militare, adaptabilitate și capacitate de răspuns).
Totalul efectivelor aflate sub comanda directă a NATO, dislocate la nivelul Flancului Estic, a fost decis să fie ca urmare a Sumitului NATO de la Bruxelles din 2022⁠(en)[traduceți], de 40.000 de militari, cărora li s-au adăugat mijloace aeriene și navale semnificative. La Summitul NATO de la Madrid din 2022⁠(en)[traduceți] s-a hotărât ca, acolo unde și când este nevoie, efectivele grupurilor e luptă să crească la nivel de brigadă. Au fost dislocate, de asemenea forțe aeriene și navale, precum și alte trupe suplimentare în areal, față de cele ale Prezenței Avansate Consolidate.
Mai mult, la același summit s-a hotărât ca respectivele forțe să fie susținute de întăriri credibile rapid disponibile, de prepoziționarea unor echipamente și sisteme de arme (inclusiv arme grele), stocuri suplimentare (inclusiv de combustibil), de ameliorarea structurilor de comandă și control, precum și de stabilirea unor structuri la nivel de divizie. În ce privește forțele suplimentare pre-alocate, deși acestea vor fi destinate unui anume teritoriu din zona Flancului Estic, nu toate vor fi dislocate permanent în zonă, dar se vor antrena și-și vor dezvolta în mod regulat la fața locului, pe rând, capabilitățile și interoperabilitatea cu forțele țărilor gazdă printr-un mecanism rotațional.

### Forțe ale SUA
Statele Unite ale Americii, la rândul lor, au hotărât dislocarea permanentă a cartierului general al Corpului V Armată⁠(en)[traduceți], a unui cartier general de garnizoană și a unui batalion de suport, în Polonia, alături de forțele proprii rotaționale deja existente: o brigadă blindată de luptă, elemente ale unei brigăzi aviatice de luptă și ale unui cartier general divizionar.
În Țările Baltice SUA au decis întărirea prezenței lor rotaționale (forțe blindate, de apărare antiaeriană, aviație și forțe speciale).
De asemenea, în România SUA a hotărât dislocarea unei brigăzi suplimentare împreună cu cartierul său general, pe lângă escadronul de blindate Stryker⁠(en)[traduceți] dislocat aici, în februarie 2022. Acestea se adaugă trupelor americane venite cu scopuri de proiectare a forțelor sau de training, existente deja în bazele militare din România și Bulgaria potrivit conform unor acorduri bilaterale, semnate în anul 2006.

## Măsuri care pot fi luate
Printre măsurile utile aplicabile referitoare la Flancul Estic se află:
- o strategie referitoare la Rusia, bazată pe unitate, descurajare și reziliență[3]
- formarea unui areal de tip Schengen, din punct de vedere militar, ce ar ajuta la trecerea nestingherită trupelor, mijloacelor tehnice și echipamentelor, spre est.[3]
- stabilirea unor trupe permanente ale Alianței,[3] alături de cele din Polonia[9] și în Țările Baltice, cu atât mai mult cu cât Actul Fondator NATO-Rusia a devenit anacronic.[3]

Forțele NATO dislocate în est un nevoie de acces rapid la întăriri. Deplasarea trupelor, mijloacelor tehnice și echipamentelor NATO în Europa către Flancul Estic reprezintă însă în prezent o provocare, din punct de vedere logistic, atât pe fondul dificultăților asociate birocrației statelor europene, cât și a nivelului insuficient de planificare, de control și de calitate a comunicațiilor din Europa, către est. În acest sens, în anul 2017 exista opinia că imposibilitatea mutării rapide rapide a unui număr considerabil de trupe și de echipamente militare în toată Europa, împreună cu capacitățile anti-acces și de interdicție ale Rusiei, fac împreună ca Flancul Estic să nu fie capabil să reziste, intimidării sau vreunui atac al Rusiei.
Datorită infrastructurii slabe feroviare, rutiere și aeroportuare, coeficientul de mobilitate⁠(en)[traduceți] în țările Formatului București este redus inclusiv la nivelul anului 2023, ceea ce influențează negativ capacitățile NATO de proiecție, mobilitate și rezistență la un eventual atac al forțelor ruse și a capacității NATO de a genera, transporta și regenera forțe, în regiune. Această slăbiciune structurală este subiect al mai multor inițiative de nivel european, cum ar fi programul de construire a unor rețele de centre logistice militare europene în cadrul PESCO⁠(en)[traduceți], sau proiectul polonez de creare a unui complex de transport multimodal aeroportuar, feroviar și de autostrăzi: Solidarity Transport Hub. Ultimul proiect vizează să facă din Polonia un punt nodal al mobilității în Europa Centrală, în special pe axa de la Marea Baltică la Marea Egee și în același timp, un candidat ideal pentru a fi centru logistic militar al Europei de Est (ceea ce va impune Polonia ca pilon strategic al securității europene).